# Romana Jerković Kraljić
Romana Jerković Kraljić (Split, 28. studenoga 1964.), hrvatska političarka, zastupnica u Europskom parlamentu i sveučilišna profesorica na Medicinskom fakultetu Sveučilišta u Rijeci.
Članica je SDP-a te nekadašnja zastupnica u Hrvatskom saboru i zamjenica gradonačelnika Rijeke. U Europskom parlamentu pripada Klubu zastupnika Progresivnog saveza socijalista i demokrata kao zagovornica borbe protiv raka, digitalne transformacije, zaštite okoliša, te primjene umjetne inteligencije u unaprjeđivanju zdravstvene skrbi i zdravstvenog sustava.

## Životopis
Romana Jerković Kraljić djetinjstvo je provela u Lovištu na Pelješcu i u Korčuli. Sa samo 17 godina, zahvaljujući mogućnosti prijevremenog završetka srednje škole kao izvrsna učenica, upisuje Medicinski fakultet Sveučilišta u Rijeci. Nakon diplome (1989.) i magisterija (1994.), odlazi na Sveučilište u Padovu, gdje je 1998. doktorirala na Odjelu za biomedicinska istraživanja Instituta za biologiju. Svoj doprinos znanosti nastavlja u Rijeci na Zavodu za anatomiju, a paralelno s tim započinje i njezin društveni doprinos te angažmani u javnim službama. 1999. godine ulazi u Socijaldemokratsku partiju Hrvatske (SDP), čvrsto vjerujući da javnim djelovanjem može doprinijeti razvoju i boljitku Hrvatske. Bila je birana u 6., 7., i 9. saziv Hrvatskog sabora, koji napušta 1. veljače 2020. zbog početka mandata zastupnice u Europskom parlamentu. Od 2016. godine članica je Predsjedništva SDP-a, a 2016. godine bila je i predsjednica Glavnog odbora SDP-a Hrvatske, najvišeg izvršnog tijela stranke.

## Politička karijera

### Europski parlament
U Europski parlament prvi put ulazi 2012. godine, kada je nakon potpisivanja Ugovora o pristupanju Republike Hrvatske Europskoj uniji, 9. prosinca 2011. godine, Hrvatski sabor donio Odluku o imenovanju 12 zastupnika promatrača Hrvatskoga sabora u Europski parlament. Jerković  Kraljić bila je dio 7. parlamentarnog saziva Europskog parlamenta i dužnost promatračice obnašala je od 1. travnja.2012. do 30.lipnja 2013. godine. U svojstvu promatračice sudjelovala je u radu Odbora za okoliš, javno zdravstvo i sigurnost hrane (ENVI). Od 2012. do 2016. godine bila je članica Helsinki grupe za pitanja spolne ravnopravnosti u znanosti pri Europskoj komisiji. Europskom parlamentu ponovo se priključuje u veljači 2020. godine nakon izlaska Velike Britanije iz Europske unije. Uz Odbor za industriju, istraživanje i energetiku i Odbor za okoliš, javno zdravlje i sigurnost hrane te Poseban odbor za borbu protiv raka, članica je i dvaju izaslanstava - Parlamentarnog odbora za stabilizaciju i pridruživanje EU-a i Albanije te u Odboru za parlamentarnu suradnju između EU-a i Rusije. 

#### Odbor za industriju, istraživanje i energetiku (ITRE)
Kao članica Odbora za industriju, istraživanje i energetiku (ITRE) bavi se temama digitalizacije, s posebnim naglaskom na razvoju umjetne inteligencije (AI) u službi zdravlja. Imenovana je izvjestiteljicom za izradu mišljenja o nestašici lijekova, pri čemu je izradila niz preporuka. U ime Kluba socijaldemokrata podnijela je amandman koji ukazuje na važnost osiguravanja jednake dostupnosti lijekova svim građankama i građanima Unije, bez obzira na veličinu i ekonomsku snagu zemlje članice. Imajući na umu digitalnu transformaciju zdravstva, podnijela je i amandman kojim je ukazala na važnost uspostave tzv. Europskog zdravstvenog podatkovnog prostora kao platforme za razmjenu kritičnih podataka. Takva prekogranična razmjena podataka olakšala bi pristup podacima za znanstvena istraživanja, a samim time i razvoj novih proizvoda i usluga. U mišljenju je naglasila i potrebu za jačanjem suradnje i koordinacije europskih i nacionalnih politika kako bi se pod jednakim uvjetima osigurao pristup lijekovima i terapijama svim građanima te kako bi se ojačala strateška autonomija Europe u sektoru proizvodnje lijekova.

#### Odbor za okoliš, javno zdravlje i sigurnost hrane (ENVI)
U okviru Odbora za okoliš, javno zdravlje i sigurnost hrane (ENVI) imenovana je izvjestiteljicom Kluba socijaldemokrata za izradu mišljenja o učinkovitijem iskorištavanju potencijala energetske učinkovitosti stambenog fonda EU-a. Izvješće o energetskoj učinkovitosti zgrada usvojeno je 29. lipnja 2020. na Odboru za okoliš, javno zdravlje i sigurnost hrane. Danas je otprilike 75% svih zgrada unutar Europske unije energetski neučinkovito. To znači da je svakodnevno velik dio korištene energije neadekvatno iskorišteno. Ovakav značajan gubitak energije može se umanjiti poboljšanjem energetske učinkovitosti postojećih zgrada, pametnim rješenjima i energetski učinkovitim materijalima prilikom gradnje novih objekata. Ekonomičnije korištenje resursa i dobro promišljena politika energetske učinkovitosti mogu pomoći u borbi protiv klimatskih promjena te naše zajednice učiniti ugodnijim mjestima za život, pri čemu je energetska učinkovitost jedna od ključnih poluga Europskog zelenog plana u ostvarivanju cilja ugljične neutralnosti Europske unije do 2050. godine. 

#### Poseban odbor za borbu protiv raka (BECA)
Kao jedna od 33 zastupnika i zastupnica u Posebnom odboru za borbu protiv raka radi na izradi dugoročne europske strategije za borbu protiv raka. U dosadašnjim raspravama učestalo je naglašavala važnost rane prevencije i pravodobnih preventivnih pregleda kao ključnih koraka u preokretanju izrazito negativnih trendova u Hrvatskoj i šire. U EU godišnje od raka umire preko milijun ljudi, a u Hrvatskoj približno 15.000, što ovu bolest čini najvećim uzročnikom smrti gledajući prosjek Europske unije. Cilj Odbora je stvaranje Europskog plana za borbu protiv raka, Europske strategije za onkološku prevenciju i Europske strategije ranog otkrivanja karcinoma.

#### PES Women
U svom političkom, ali i u javnom društvenom djelovanju, Jerković Kraljić već niz godina bavi promicanjem ravnopravnosti spolova. Tako je članica Izvršnog odbora PES Women, ogranka Stranke europskih socijalista, koji promovira ravnopravnost spolova i aktivno sudjelovanje žena u PES-u, ali i izvan njega. PES Women bori se za rodno pravednu Europu davanjem glasa, alata i platforme ženama te integriranjem žena u kreiranje politike PES-a.

### Hrvatski sabor
Romana Jerković Kraljić u Hrvatski sabor prvi je put izabrana 2008. godine gdje je bila članica Odbora za vanjsku politiku, Odbora za ravnopravnost spolova, Odbora za međuparlamentarnu suradnju te članica Izaslanstva Hrvatskog sabora u Parlamentarnoj skupštini OESS-a. U 7. sazivu Hrvatskog sabora članica je Odbora za zdravstvo i socijalnu politiku (predsjednica Odbora od 12. srpnja 2013. do 4. srpnja 2014.), postaje voditeljica Izaslanstva Hrvatskog sabora u Parlamentarnoj dimenziji Srednjoeuropske inicijative, članica Izaslanstva Hrvatskog sabora u Parlamentarnoj skupštini OESS-a i članica Izaslanstva Hrvatskog sabora u Zajedničkom parlamentarnom odboru RH – EU. U 9. sazivu Hrvatskog sabora Jerković je obnašala dužnost predsjednice (od 30. lipnja 2017. do 1. veljače 2020.) Odbora za međuparlamentarnu suradnju. Također je bila članica Izaslanstva Hrvatskog sabora u Parlamentarnoj skupštini NATO-a (od 11. studenoga 2016. - do 30. lipnja 2017.). Mandat joj prestaje 1. veljače 2020. godine, zbog početka obnašanja zastupničkog mandata u Europskom parlamentu.  

### Lokalna i regionalna uprava
Rad u javnim službama Jerković Kraljić započela je 2005. godine kao članica Poglavarstva Grada Rijeke zadužena za zdravstvo i socijalu. Nakon lokalnih izbora 2006. godine potvrđena je jednoglasno u Gradskom vijeću za zamjenicu gradonačelnika i tu funkciju obnaša do kraja mandata (2009.). U istom mandatu na čelu je Povjerenstva za borbu protiv ovisnosti grada Rijeke. Predsjednica je Savjeta za zdravlje Primorsko-goranske županije (2012. - ) te  Upravnog vijeća Thalassotherapije Opatija (2013. - ). Bila je i članica Upravnog vijeća Klinike za ortopediju Lovran (2012. – 2015.).  

### Socijaldemokratska partija Hrvatske
Romana Jerković Kraljić članica je SDP-a od 1999. godine. Bila je na čelu nekoliko Savjeta SDP-a Rijeke i PGŽ-a: Savjeta za zdravstvo i socijalnu skrb, Savjeta za školstvo, sport i kulturu te Savjeta za znanost. U Gradski odbor SDP-a Rijeke ulazi prvi puta 2001. godine, a njegova članica ostaje do 2013. U SDP-u Jerković je bila potpredsjednica Foruma žena Primorsko-goranske županije (2001. – 2005.), članica Predsjedništva Foruma žena PGŽ-a (2002. – 2006. i 2012. – ) i članica Predsjedništva Županijskog odbora Primorsko-goranske županije (2005. – 2009.),  potpredsjednica ŽO SDP-a PGŽ-a (2001. – 2005.)  i članica ŽO SDP-a PGŽ-a (2013. – 2018). Jerković je bila članica Predsjedništva SDPH (2016. – 2020.), a bila je i predsjednica Glavnog odbora (2016.), najvišeg izvršnog tijela stranke SDP. Na unutarstranačkim izborima u SDP-u, 26. rujna 2020. godine, ponovno je izabrana u Predsjedništvo stranke SDP-a. 

## Znanstvena karijera
Romana Jerković Kraljić redovna je profesorica u trajnom zvanju, predstojnica Zavoda za anatomiju Medicinskog fakulteta Sveučilišta u Rijeci i voditeljica kolegija "Anatomija" i „Regeneracijska medicina“ na studiju Medicine na hrvatskom i engleskom jeziku. Bila je voditeljica studija Medicina na Medicinskom fakultetu u Rijeci (2016. – 2018.). Doktorsku disertaciju iz područja biomedicine obranila je 1998. godine na Sveučilištu u Padovi (Italija). Autorica je preko 80 znanstvenih članaka i kongresnih priopćenja iz područja biomedicine te koautorica dvije stručne knjige. Mentorica je više doktorskih disertacija. Vodila je znanstvene projekte financirane od Ministarstva znanosti, obrazovanja i sporta (2002. – 2011.) te Zaklade za znanost Sveučilišta u Rijeci (2013. – 2020.). Sudjelovala je na nekoliko međunarodnih znanstvenih projekata (1994. – 1997.). Pozvana je predavačica na više međunarodnih znanstvenih skupova te poslijediplomskim studijima. 

## Nagrade i odlikovanja
Dobitnica je odličja „Red zvijezde solidarnosti“ i počasne titule „Commendatore“ 2009. godine. Riječ je o visokom državnom priznanju koje predsjednik Italije dodjeljuje stranim osobama i Talijanima izvan domovine za istaknuta djela na području kulture, umjetnosti i znanosti te za promicanje talijanskog jezika i kulture u drugim sredinama.